# S.P.E.C.T.R.E.
S.P.E.C.T.R.E. är en fiktiv kriminell organisation i Ian Flemings böcker om den brittiske agenten James Bond. 
Namnet är en förkortning av SPecial Executive for Counter-intelligence, Terrorism, Revenge and Extorsion ('Specialgruppen för kontraspionage, terrorism, hämnd och utpressning'). S.P.E.C.T.R.E. leds av den karismatiske Ernst Stavro Blofeld. En annan S.P.E.C.T.R.E.-man är Emilio Largo. Organisationen är uppbyggd i celler. Varje cell består av tre män rekryterade från olika förbrytar- och motståndsorganisationer. I boken Åskbollen ligger högkvarteret i Paris. I I Hennes Majestäts hemliga tjänst håller organisationen till på berget Piz Gloria i Schweiz.
Organisationen introduceras i boken Åskbollen (1961). I filmerna om James Bond finns organisationen med redan i första filmen Agent 007 med rätt att döda (1962). Organisationen finns med i många Bond-filmer och försvinner inte helt förrän i Ur dödlig synvinkel då Bond gör sig av med Blofeld genom att tippa ned honom i en stor fabriksskorsten.
I vissa svenska översättningar användes förkortningen SPEKTRUM, som stod för SPeciella Elitkåren för Kontraspionage, Terror, Repressalier, Utpressning och Mord. I Åskbollen testar Bond Largo genom att påstå att han sett ett "spectre" (spöke). I svenska översättningen ser han ett spektrum.
Organisationen är inspirerad av Sovjetunionens kontraspionageorganisation SMERSJ.
Rättigheterna till S.P.E.C.T.R.E. ägdes av Kevin McClory efter en långvarig rättstvist – se kontroversen kring boken och kring filmen.
Den 4 december 2014 bekräftades det att den 24 filmen om James Bond (från EON Productions) kommer att få titeln SPECTRE.